# Kerepes
Kerepes [kerepeš] (slovensky Kerepeš) je město v Maďarsku v župě Pest, spadající pod okres Gödöllő. Nachází se asi 3 km severovýchodně od Budapešti. Žije zde přibližně 11 tisíc obyvatel, z nichž jsou 83,4 % Maďaři.
Kerepes sousedí s městy Gödöllő, Isaszeg a Kistarcsa. Poblíže jsou též obce Mogyoród a Nagytarcsa. Protéká ním potok s názvem Szilas-patak.

## Historie
Město se vyvinulo z malé vesnice vlivem šířící se Budapešti. Původně tvořila Kerepes pouze jen zástavba okolo hlavní cesty (jak dokládají mapy druhého vojenského mapování. Současné obyvatelstvo má národnostně smíšený původ; není jen maďarské, zčásti je také slovenské nebo německé. Obec byla znovuobnovena a znovudosídlena po vytlačení Turků v roce 1690. V 20. století se rozrostla do současné podoby vlivem suburbanizace maďarské metropole a vybudováním železnice.

## Zajímavosti
V centru obce se nachází kostel sv. Anny, který stojí při hlavní silnici. Většinu zástavby Kerepese tvoří nízké domy. V okolí Kerepese se nachází lesy a pozůstatky římských šancí ze 4. století. Nedaleko od něj leží také okruh Hungaroring.

## Doprava
Územím města prochází od jihozápadu na sever hlavní silnice č.3. Také tudy prochází dálnice M31, ale na ni zde není napojení.
Ve stejném směru jako silnice prochází městem též dvoukolejná železniční elektrifikovaná trať z Budapešti do Gödöllő a dále na východ. Trať slouží především pro síť příměstské dopravy s názvem HÉV.